# Gammelgården
För andra betydelser, se Gammelgård.
Gammelgården är en mindre tätort i Kalix kommun, 7 kilometer från centralorten.

## Samhället
Det finns tennisbana, elljusspår och fotbollsplan i byn, och vid håvstället på Backholmen är det ofta aktivitet under sommarhalvåret.  Midsommarfiranden har ofta skett ute på Backholmen. Det finns även en travbana, där det förr hölls travtävlingar. 
Gammelgården består även av områdena Björknäs och Sklörbacken.
Under 2025 kommer en ny gång- och cykelväg att byggas till Gammelgården, genom att den befintliga vägen förlängs från Björknäs fram till byn.

### Björknäs
I Björknäs finns Björknäs herrgård, varav den nuvarande byggnaden är uppförd år 1845. Då bodde lantmätaren Johan Grape där.
Kalix ryttarförening, KRF håller även till i Björknäs. Under september 2021 togs det första spadtaget för ett nytt ridhus på Björknäs, och som sedan invigdes under september 2023.

## Historia
I juli 2005 firade Gammelgården 500-årsjubileum.
| År        | Händelse                                    |
| --------- | ------------------------------------------- |
| 1500–1900 | Såg och kvarnar vid Flasabäcken             |
| 1505–1871 | Namnet Gammelgården                         |
| 1700–1782 | Skeppsbyggen                                |
| 1700–1940 | Vägar & persontrafik                        |
| 1832      | Postföringslinje mellan Kalix och Överkalix |
| 1856      | Gammelgårdens skola                         |
| 1918      | Byns första telefon                         |
| 1920      | Elektrifieringen                            |
| 1930–1970 | Konsum                                      |
| 2001      | Bredband till byn med fiber                 |
| 2001–2002 | Gammelgården Årets By 2001                  |

### Gammelgårdens skola
Det som återstår idag (2020-talet) i skolform i Gammelgården är Gammelgårdens förskola. Men utbildning har funnits till för byn under olika former från år 1856.
Den allra första skolbyggnaden uppfördes 1919, och ombyggdes år 1948. 1980 togs den nuvarande skolbyggnaden i bruk, och den gamla skolan revs år 1982.

### Befolkningsutveckling
| Befolkningsutvecklingen i Gammelgården 1960–2020 | Befolkningsutvecklingen i Gammelgården 1960–2020 | Befolkningsutvecklingen i Gammelgården 1960–2020 | Befolkningsutvecklingen i Gammelgården 1960–2020 | Befolkningsutvecklingen i Gammelgården 1960–2020 |
| ------------------------------------------------ | ------------------------------------------------ | ------------------------------------------------ | ------------------------------------------------ | ------------------------------------------------ |
|                                                  |                                                  |                                                  |                                                  |                                                  |
| År                                               |                                                  |                                                  | Folkmängd                                        | Areal (ha)                                       |
| 1960                                             | 1960                                             |                                                  | 219                                              |                                                  |
| 1980                                             | 1980                                             |                                                  | 260                                              |                                                  |
| 1990                                             | 1990                                             |                                                  | 292                                              | 52                                               |
| 1995                                             | 1995                                             |                                                  | 331                                              | 52                                               |
| 2000                                             | 2000                                             |                                                  | 310                                              | 53                                               |
| 2005                                             | 2005                                             |                                                  | 307                                              | 53                                               |
| 2010                                             | 2010                                             |                                                  | 297                                              | 53                                               |
| 2015                                             | 2015                                             |                                                  | 281                                              | 65                                               |
| 2020                                             | 2020                                             |                                                  | 279                                              | 71                                               |
|                                                  |                                                  |                                                  |                                                  |                                                  |